# Nephargynnis purpurinatta
Nephargynnis purpurinatta är en fjärilsart som beskrevs av Bustillo 1973. Nephargynnis purpurinatta ingår i släktet Nephargynnis och familjen praktfjärilar. Inga underarter finns listade i Catalogue of Life.